# Kallilingsugur, Lingsugur
Kallilingsugur là một làng thuộc tehsil Lingsugur, huyện Raichur, bang Karnataka, Ấn Độ.